# دانيال لويس
دانيال لويس (بالإنجليزية: Daniel Lewis) (مواليد 18 ديسمبر 1993) هو ملاكم أسترالي، مثّل بلاده في الألعاب الأولمبية الصيفية 2016.

## روابط خارجية
دانيال لويس على موقع أوليمبيديا (الإنجليزية)
- دانيال لويس على موقع اللجنة الأولمبية الأسترالية (الإنجليزية)
- دانيال لويس على موقع اتحاد ألعاب الكومنولث (مؤرشف) (الإنجليزية)